# Xodhé
Xodhé är en ort i Mexiko.   Den ligger i kommunen Cadereyta de Montes och delstaten Querétaro Arteaga, i den sydöstra delen av landet, 140 km norr om huvudstaden Mexico City. Xodhé ligger 1 691 meter över havet och antalet invånare är 122.
Terrängen runt Xodhé är huvudsakligen kuperad, men åt sydväst är den platt. Runt Xodhé är det ganska tätbefolkat, med 60 invånare per kvadratkilometer. Närmaste större samhälle är Tecozautla, 7,9 km söder om Xodhé. Trakten runt Xodhé består i huvudsak av gräsmarker.